# Hans-Wolfram Knaak

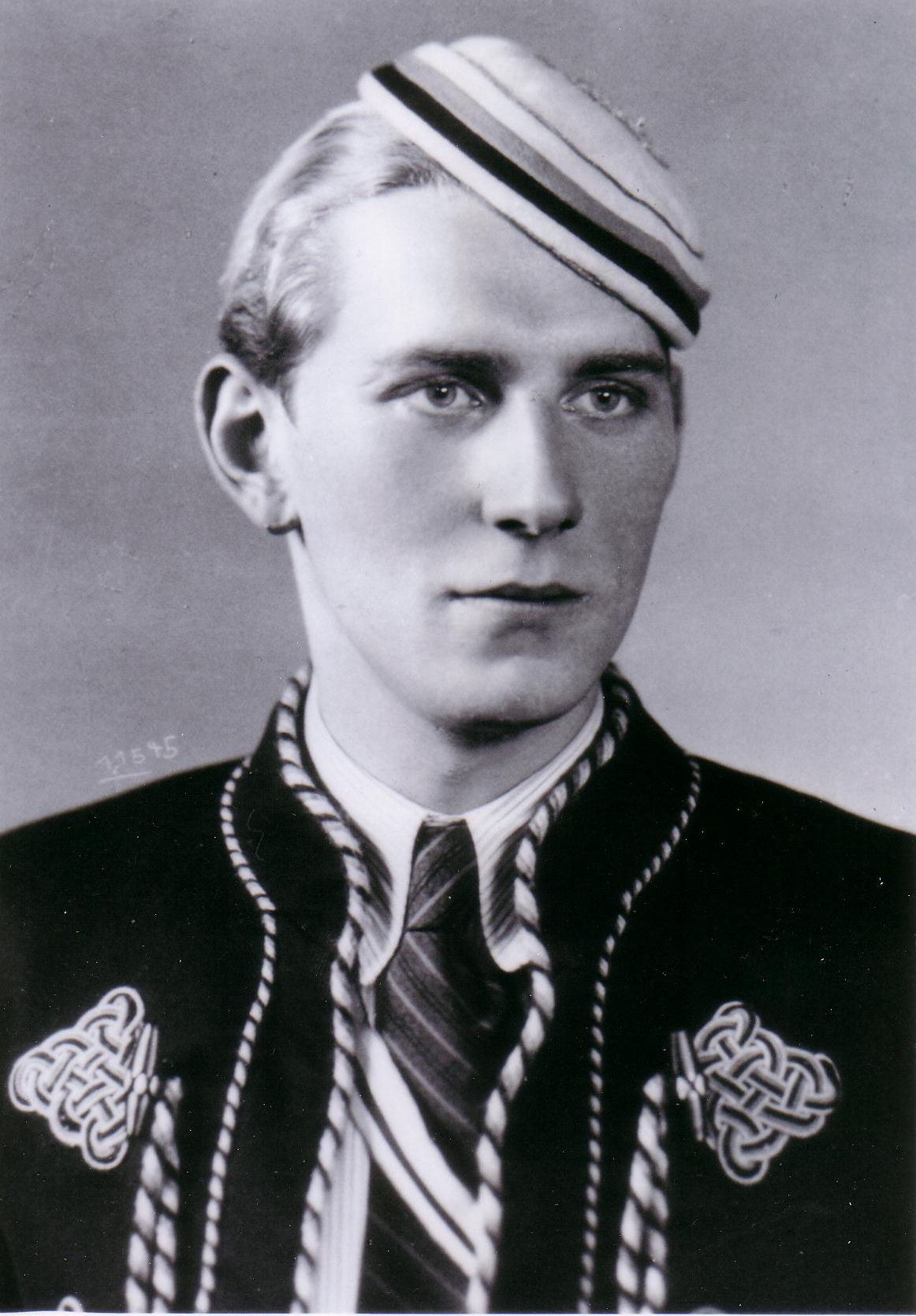
Knaak als Baltensenior

Hans-Wolfram Knaak (* 4. Juli 1914 in Magdeburg; † 26. Juni 1941 in Dünaburg) war ein deutscher Heeresoffizier der Wehrmacht.

## Leben
Als Sohn eines Direktors der Magdeburger Feuersozietät kam Knaak mit 18 Jahren zum Studium an die Albertus-Universität Königsberg. 1932 wurde er im Corps Baltia Königsberg aktiv. Als vorletzter Senior widersetzte er sich 1933 der nationalsozialistischen Vereinnahmung des Corps. Einigen „Führern“ schickte er Säbelforderungen. Mehrfach kam er mit anderen Corpsbrüdern in Haft der Geheimen Staatspolizei und der Sturmabteilung. Frei kam er nur durch die Intervention seiner Mutter, die den SA-Obergruppenführer Edmund Heines als Regimentskameraden ihres Mannes kannte und in Breslau aufsuchte. Wegen seiner Renitenz von der Albertus-Universität relegiert, ging Knaak als Soldat zur Reichswehr. 1934 wurde er in Potsdam Fahnenjunker im 4. (Preußisches) Reiter-Regiment der 1. Kavallerie-Division (Reichswehr). In das Heer (Wehrmacht) übernommen, kam er bei der Aufstellung der Panzertruppe 1935 zur Kraftfahr-Abteilung 7 (später Panzeraufklärer). 1937 zum Leutnant befördert, meldete er sich zu den „Brandenburgern“, der geheimen Kommandotruppe unter Admiral Wilhelm Canaris. Schon 1938 war er mit dem General Erwin von Witzleben und Hans Oster zu einem Attentat auf Hitler entschlossen. Ausgezeichnet mit beiden Klassen des Eisernen Kreuzes, gehörte er als Kompaniechef der 8. Kompanie vom Lehr-Regiment z. b. V. 800 zu den ersten Soldaten, die beim Überfall auf die Sowjetunion im Juni 1941 die sowjetische Grenze überquerten. Knaak nahm mit dem Panzer-Regiment 10 der 8. Panzer-Division am 26. Juni 1941 im lettischen Dünaburg die von der Roten Armee besetzten Dünabrücken im Handstreich und fiel mit 26 Jahren. Für den Vormarsch der Heeresgruppe Nord von Vilnius nach Leningrad hatte der Erfolg strategische Bedeutung. Knaak wurde deshalb postum zum Rittmeister befördert und am 3. November 1942 mit dem Ritterkreuz des Eisernen Kreuzes ausgezeichnet. Er hinterließ seine Frau Jutta geb. Düms, die er 1940 geheiratet hatte. Sie war eine Tochter von Kapitän zur See Arthur Düms und seiner Frau Elsa geb. Stratmann aus Königsberg.

## Literatur

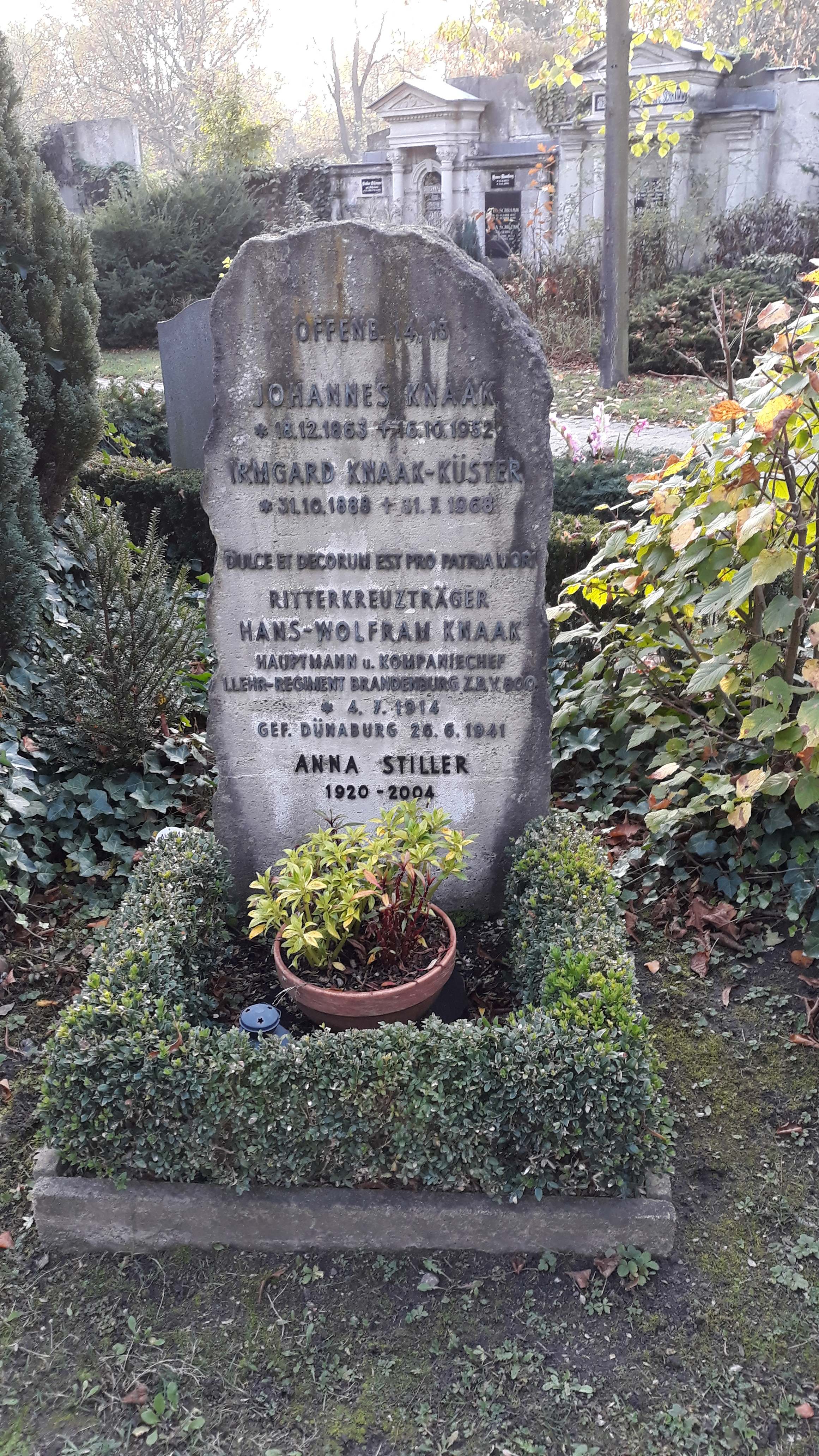
Familiengrab auf dem Friedhof Wilmersdorf